# Antoine Delporte
Pour les articles homonymes, voir Delporte.
Antoine Delporte, né le 15 décembre 1855 à Mons et mort à Saint-Gilles (Bruxelles) le 11 octobre 1919 fut un homme politique belge, membre du parti ouvrier belge.
Il fut typographe, secrétaire (1883-85), puis vice-président (1886-87) de l'Association Libre des Compositeurs et Imprimeurs Typographes de Bruxelles (ALCIT). Cofondateur du Parti ouvrier belge, secrétaire de rédaction (1885) et rédacteur en chef du journal Le Peuple, il fit partie du conseil général du parti (1889-1919) et fut cofondateur de la Commission Syndicale.
Delporte fut élu conseiller communal en 1895 de Saint-Gilles (Bruxelles) et en devint échevin de 1904 à sa mort. Il fut également élu député de Bruxelles en 1900 et le resta jusqu'à son décès.

## Sources
- Bio sur ODIS